# Włodzimierz Wojtala
Włodzimierz Wojtala (ur. 1953) – polski koszykarz, występujący na pozycji skrzydłowego, multimedalista mistrzostw Polski.

## Osiągnięcia
- Mistrz Polski (1974)
- Brązowy medalista mistrzostw Polski (1970, 1972)